# Asociación de Fútbol Beni
La Asociación de Fútbol Beni (Associazione calcistica Beni, abbreviato in AFB) è una federazione boliviana di calcio. Affiliata alla Federación Boliviana de Fútbol, sovrintende all'organizzazione del campionato dipartimentale di Beni.

## Storia
Fu fondata il 10 aprile 1934, divenendo così l'8ª federazione dipartimentale boliviana. Nel 1976 Universitario e 20 de Agosto divennero le prime società beniane a rappresentare la AFB nel Torneo Nacional.  Nel 1977 il 20 de Agosto fu tra le squadre che parteciparono alla prima edizione del campionato professionistico. La massima serie di Beni è denominata Primera "A".

## Albo d'oro Primera "A"
Dal 1999
| Anno      | Campione                  |
| --------- | ------------------------- |
| 1999      | Atlético Pompeya          |
| 2000      | Huracán                   |
| 2001      | Primero de Mayo           |
| 2002      | Club Deportivo 1º de Mayo |
| 2003-2004 | ?                         |
| 2005      | Club Universitario        |
| 2006      | Real Mamoré               |
| 2007      | Club Universitario        |
| 2008      | Club Deportivo 1º de Mayo |
| 2009      | Club Universitario        |
| 2010      | Club Deportivo 1º de Mayo |